# Підризник
Підризник — богослужбове облачення священика і архієрея — рід стихаря.  Підризник являє собою довгий до п'ят одяг з вузькими рукавами, білого або, рідше, інших кольорів. Зазвичай основним матеріалом є шовк. Підризник одягається архієреєм та священиком при здійсненні літургії, а також в особливих випадках на інших службах (наприклад, на утрені при винесенні хреста на свято Воздвиження, на великодній вечірні та ін).
Архієрейський підризник (в церковному побуті називається також підсакосником)
має так звані гамати, або джерела — стрічки, що стягують рукав у зап'ястя. Гамати розглядаються як символічне зображення потоку крові з пронизаних рук Ісуса Христа.